# Новософиевка (Башкортостан)
Новософи́евка (баш. Яңы Софиевка) — деревня в Федоровском районе Башкортостана. Входит в Бала-Четырманский сельсовет.

## География
Находится на берегу реки Ашкадар.
Расстояние до:
- районного центра (Фёдоровка): 33 км,
- ближайшей ж/д станции (Мелеуз): 55 км.

## Население
| 2002 | 2009 | 2010 |
| ---- | ---- | ---- |
| 225  | →225 | ↘198 |

Национальный состав
Согласно переписи 2002 года, преобладающая национальность — русские (59 %).